# Juan Carlos Riutort
Riutort  Martínez est un nom espagnol. Le premier nom de famille, en général paternel, est Riutort ; le second, en général maternel, souvent omis, est Martínez.
Juan Carlos Riutort Martínez (né le 27 juin 1991 à Can Picafort (es) sur l'île de Majorque) est un coureur cycliste espagnol. 

## Palmarès et résultats

### Palmarès par année
- 2007[1]
  - 3e du championnat d'Espagne du contre-la-montre cadets
- 2009
  -  Champion d'Espagne de poursuite juniors
  -  Champion d'Espagne de l'américaine juniors (avec Gabriel Carceller)
  - 2e du championnat d'Espagne du contre-la-montre juniors
  - 3e du championnat d'Espagne de course aux points juniors
  - 3e du championnat d'Espagne de scratch juniors
- 2010
  -  Champion d'Espagne de course aux points juniors
  - 2e du championnat d'Espagne de l'omnium espoirs
  - 3e du championnat d'Espagne de poursuite par équipes
- 2011
  - Champion des Îles Baléares sur route
  - Champion des Îles Baléares sur route espoirs
  - Champion des Îles Baléares du contre-la-montre espoirs
  - 3e du championnat d'Espagne de l'omnium espoirs
- 2012
  - Champion des Îles Baléares sur route
  - Champion des Îles Baléares sur route espoirs
  - Champion des Îles Baléares du contre-la-montre espoirs
  - Grand Prix Macario
- 2013
  -  Champion d'Espagne de course aux points espoirs
  - Champion des Îles Baléares sur route espoirs
  - Mémorial Bernat Vallespir
  - Trofeu Festes de Sant Bartomeu
  - 2e du championnat d'Espagne de la course aux points
- 2014
  - Challenge de Primavera
  - Trofeu Pasqua
  - Festes Agost Campos
  - 2e du Mémorial Josep Nicolau
  - 2e du Circuit Ciclista Festes Sant Salvador
  - 3e du Challenge Plá de Mallorca

### Classements mondiaux
| Année         | 2013 | 2014 |
| ------------- | ---- | ---- |
| UCI Asia Tour | 204e | 388e |